# Йена (станция метро)
Йена (фр. Iéna) — станция линии 9 Парижского метрополитена, расположенная в XVI округе Парижа. Своё название получила в честь битвы при Йене и Ауэрштедте и по Йенскому дворцу.

## История
- Открыта 27 мая 1923 года в составе пускового участка Трокадеро — Сент-Огюстен.

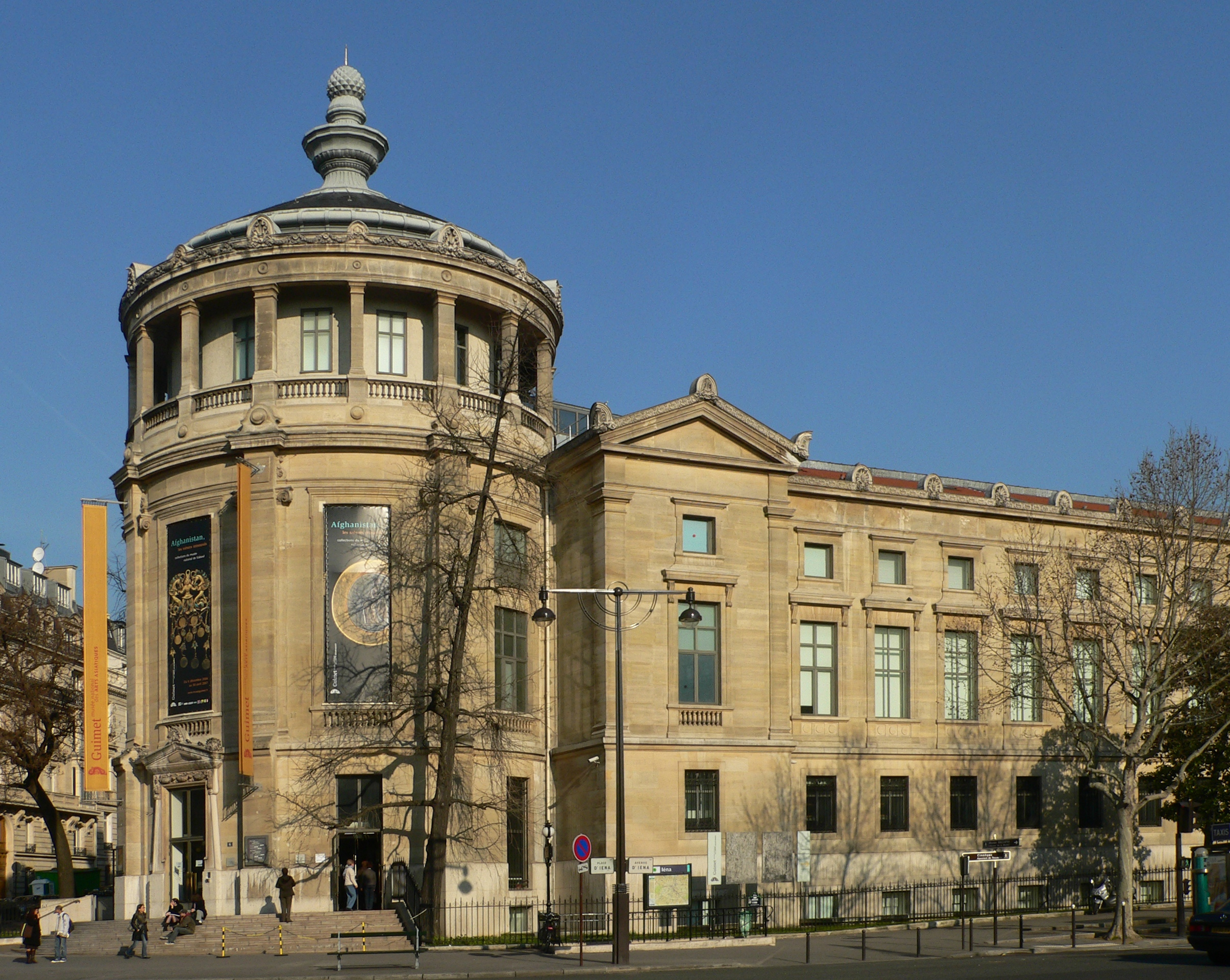
Здание музея Гиме, в которое встроен выход из метро

- Пассажиропоток по станции по входу в 2011 году, по данным RATP, составил 2 115 003 человек[2]. В 2013 году этот показатель вырос до 2 280 935 пассажиров (233 место по пассажиропотоку в Парижском метро)[3]

## Достопримечательности
- Корейский культурный центр
- Музей Гиме
- Музей Гальера
- Институт имени Гёте
- Палас де Токио
- Йенский дворец:
  - Социальный и экономический совет Франции
  - Международная торговая палата